# Desinversión
Desinversión o enajenación se refiere a la reducción de algún tipo de activo por parte de una firma, sea por motivos financieros, éticos o para la venta de un negocio existente. Una desinversión es lo opuesto a una inversión. 
La mayor y quizás más famosa desinversión corporativa en la historia fue la división dictaminada por el Departamento de Justicia de los Estados Unidos en 1984 del Bell System en AT&T y las siete Baby Bells (Compañías Operativas Regionales Bell, independientes unas de otras).

## Motivos
Las firmas pueden tener varios motivos para realizar desinversiones:
- Una compañía puede desinvertir (vender) negocios que no son parte de sus operaciones principales, para poder enfocarse en lo que hace mejor. Tal fue el caso de IBM, quien enajenó a Lenovo en 2005 sus operaciones relacionadas con el desarrollo, manufactura y venta de PCs con el fin de enfocarse en el negocio de los servidores. De la misma forma, Eastman Kodak, Ford Motor Company y muchas otras compañías han vendido varias divisiones que no estaban cercanamente relacionados con sus negocios principales.
- Un segundo motivo para la desinversión es la obtención de fondos. Las desinversiones generan fondos para la firma que la realiza debido a que vende uno de sus negocios a cambio de efectivo. Por ejemplo, CSX Corporation hizo desinversiones para centrarse en su negocio principal de ferrocarriles y también para obtener fondos para cancelar algunas de sus deudas existentes.
- Un tercer motivo para desinvertir es que se piense que el valor de la división de una firma sea mayor que el valor de tal firma como un total. En esta situación, la suma del valor de la liquidación de los bienes individuales de una compañía excede el valor de mercado de los bienes combinados de la compañía, lo que incentiva a la compañía a vender lo que valdría más siendo liquidado que retenido.